# 茨城県道317号瓜連停車場線

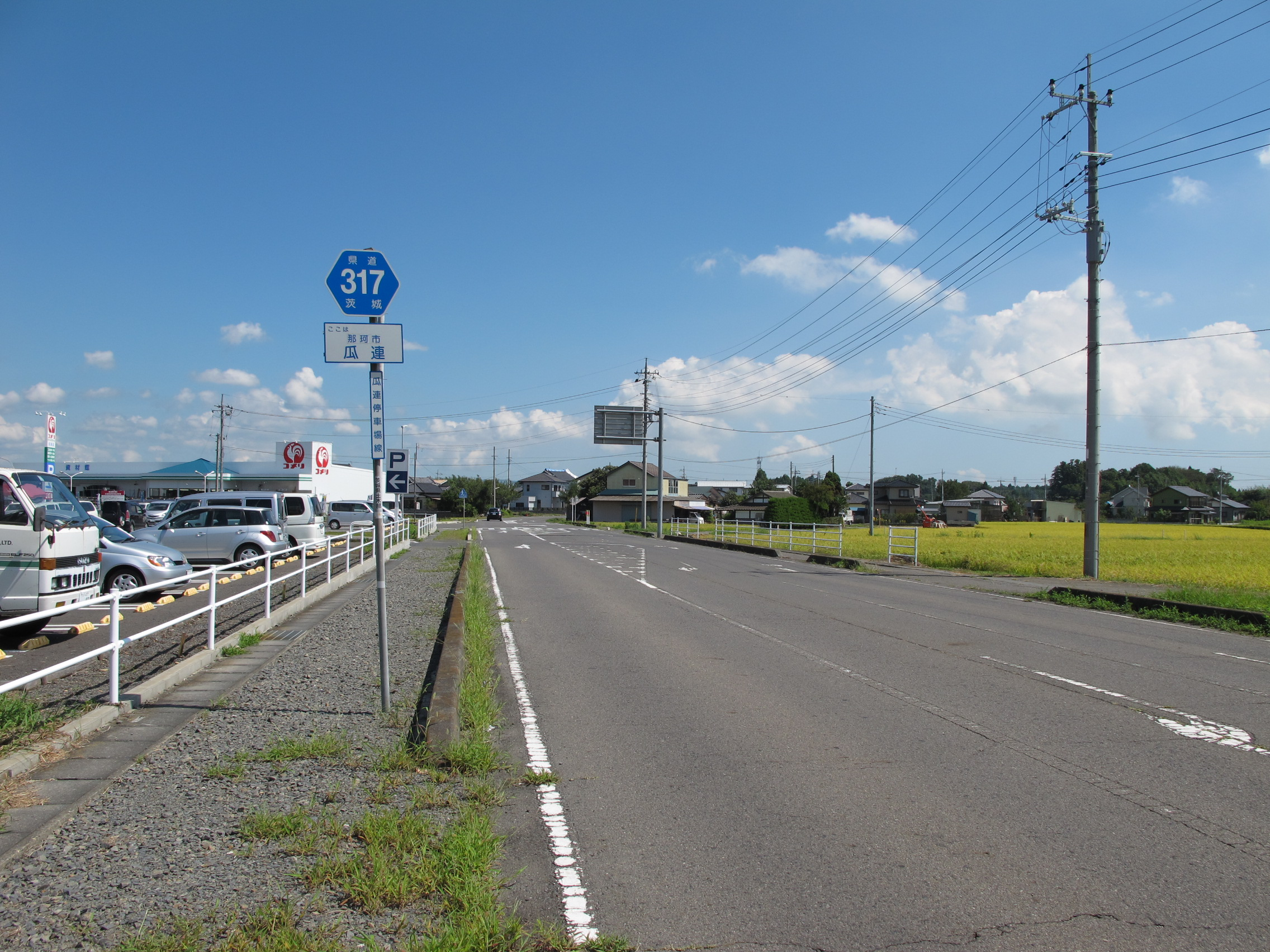
茨城県道317号瓜連停車場線
那珂市瓜連の終点付近（2012年9月）

茨城県道317号瓜連停車場線（いばらきけんどう317ごう うりづらていしゃじょうせん）は、茨城県那珂市内を通る県道で、JR水郡線瓜連駅と接続するための道路である。

## 概要
JR水郡線瓜連駅の東出入口と国道118号を結ぶ停車場連絡道路。路線認定当時、国道は瓜連駅の東側にあったが、のちに瓜連市街地をバイパスする国道が西側に移ったため、路線延長を伸ばしコの字型の線形となった。その後新設された駅西側の駅前広場までを短絡する市道が開通しており、国道118号と瓜連駅を接続する道路として役割は薄れている。

### 路線データ
- 起点：那珂市瓜連（瓜連駅）[1]
- 終点：那珂市瓜連大字瓜連字遠野764番3地先（国道118号交点、平野台団地入口交差点）[2]
- 総延長：383 m[3]
- 重用延長：なし[3]
- 未供用延長：なし[3]
- 実延長：383 m[3]
- 自動車交通不能区間延長[注釈 1]：なし[3]

## 歴史
1959年（昭和34年）10月14日、新たな県道として那珂郡瓜連町大字瓜連の瓜連停車場を起点とし、二級国道水戸郡山線（旧国道118号の旧道、現在は県道瓜連停車場線の一部に降格）交点を終点とする区間を本路線とする県道瓜連停車場線として茨城県が県道路線認定した。当初は延長91 mの瓜連駅前通りの短い路線であったが、国道118号の瓜連バイパス開通後、1969年（昭和44年）3月に終点を中里の国道118号分岐に移動とともに路線が延長された。1995年（平成7年）に茨城県道の路線番号再編が行われ、整理番号317となる。1997年（平成9年）9月、終点を平野台団地入口交差点に移す変更が行われ、現在に至る。

### 年表
- 1918年（大正7年）6月12日：瓜連駅が開業する。
- 1923年（大正12年）4月1日：現在の路線の前身である瓜連停車場線が路線認定される。[5]
- 1959年（昭和34年）10月14日
  - 現在の路線が路線認定される（図面対象番号278）[6]。
  - 道路の区域は、那珂郡瓜連町大字瓜連の瓜連停車場から那珂郡瓜連町大字瓜連の二級国道水戸郡山線交点（当時）までと決定された[1]。
- 1969年（昭和44年）3月20日：路線を延長して終点を瓜連町大字瓜連577地先（路線延長91 m）から、同町大字中里字反町870番地先（路線延長981 m）に変更になる[4]。
- 1992年（平成4年）7月6日：那珂郡瓜連町大字瓜連（現道分岐 - 国道118号・平野台団地入口交差点）のバイパス道路が開通[7]。
- 1995年（平成7年）3月30日：整理番号334から現在の番号（整理番号317）に変更される[8]。
- 1997年（平成9年）9月18日：バイパス開通を受け、瓜連町大字瓜連 - 大字中里の旧道（536 m）が指定解除により町道に降格し、終点が平野台入口交差点に移る[2]。

## 地理

### 通過する自治体
- 茨城県那珂市

### 交差する道路
- 国道118号（終点）

### 沿線
- JR水郡線 瓜連駅
- カスミ瓜連店、ウエルシア那珂瓜連店